# Élections législatives luxembourgeoises de 1908
Les élections législatives de 1908 ont eu lieu au scrutin indirect le 26 mai 1908 afin de renouveler vingt-neuf des cinquante membres de la Chambre des députés. 
Les électeurs des cantons d'Esch-sur-Alzette et de Luxembourg-Campagne se rendent aux urnes afin d'élire un onzième et septième député respectivement en raison de l'accroissement de la population dans ces cantons. Le canton de Remich perd quant à lui un siège de député.

## Composition de la Chambre des députés
| Circonscription     | Sièges | Députés                  |
| ------------------- | ------ | ------------------------ |
| Echternach          | 3      | Joseph Brincour          |
| Echternach          | 3      | Jean Foehr               |
| Echternach          | 3      | Mathias Huss (lb)        |
| Esch-sur-Alzette    | 11     | Albert Clemang           |
| Esch-sur-Alzette    | 11     | Michel Welter            |
| Esch-sur-Alzette    | 11     | Léon Metz (lb)           |
| Esch-sur-Alzette    | 11     | Charles Krombach         |
| Esch-sur-Alzette    | 11     | Edmond Muller            |
| Esch-sur-Alzette    | 11     | Xavier Brasseur (lb)     |
| Esch-sur-Alzette    | 11     | Émile Mark               |
| Esch-sur-Alzette    | 11     | Aloyse Kayser (lb)       |
| Esch-sur-Alzette    | 11     | Léon Metzler (lb)        |
| Esch-sur-Alzette    | 11     | Caspar Mathias Spoo (lb) |
| Esch-sur-Alzette    | 11     | Jean-Pierre Nau          |
| Luxembourg-Campagne | 7      | Maurice Pescatore        |
| Luxembourg-Campagne | 7      | Auguste Laval (lb)       |
| Luxembourg-Campagne | 7      | Norbert Le Gallais (lb)  |
| Luxembourg-Campagne | 7      | Emile Bastian (lb)       |
| Luxembourg-Campagne | 7      | Adolphe Schmit           |
| Luxembourg-Campagne | 7      | Paul Mayrisch            |
| Luxembourg-Campagne | 7      | Antoine Kayser (lb)      |
| Mersch              | 3      | Alphonse Eichhorn (lb)   |
| Mersch              | 3      | Gustave Wilhelmy (lb)    |
| Mersch              | 3      | Nicolas Ludovicy         |
| Remich              | 2      | Jean-Pierre Knepper (lb) |
| Remich              | 2      | Joseph-Charles Faber     |
| Wiltz               | 3      | Charles Mathieu (lb)     |
| Wiltz               | 3      | Michel Thilges           |
| Wiltz               | 3      | Michel Weynandy          |